# Sarezzano
Sarezzano, (Sarzàn en piemontès) és un municipi situat al territori de la província d'Alessandria, a la regió del Piemont (Itàlia).
Limita amb els municipis de Berzano di Tortona, Cerreto Grue, Monleale, Montegioco, Tortona, Viguzzolo i Villaromagnano.
Pertanyen al municipi les frazioni de Baracca, Cucco, Palazzina, Rocca Grue, San Ruffino i Sant'Innocenzo.

## Galeria fotogràfica

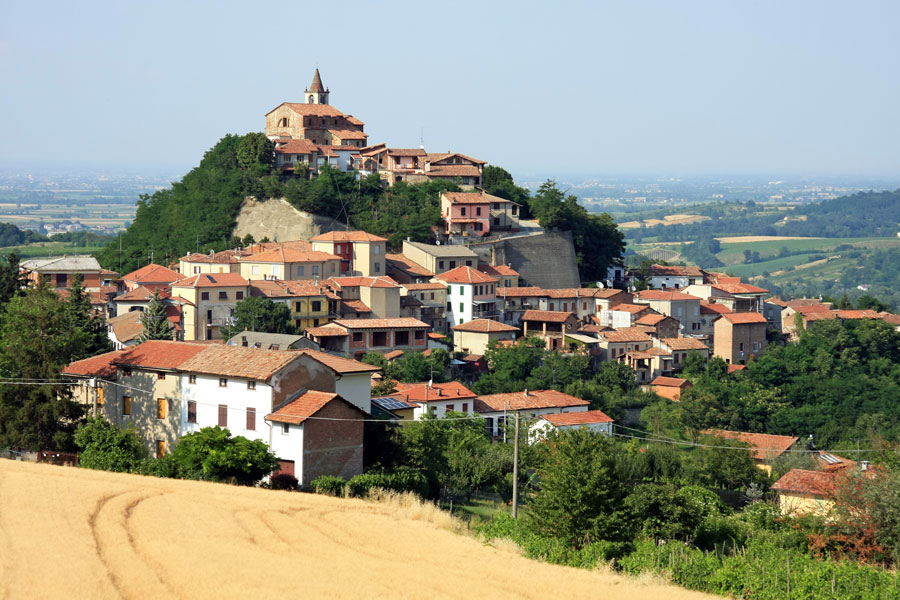
Vista del poble
Església del castell
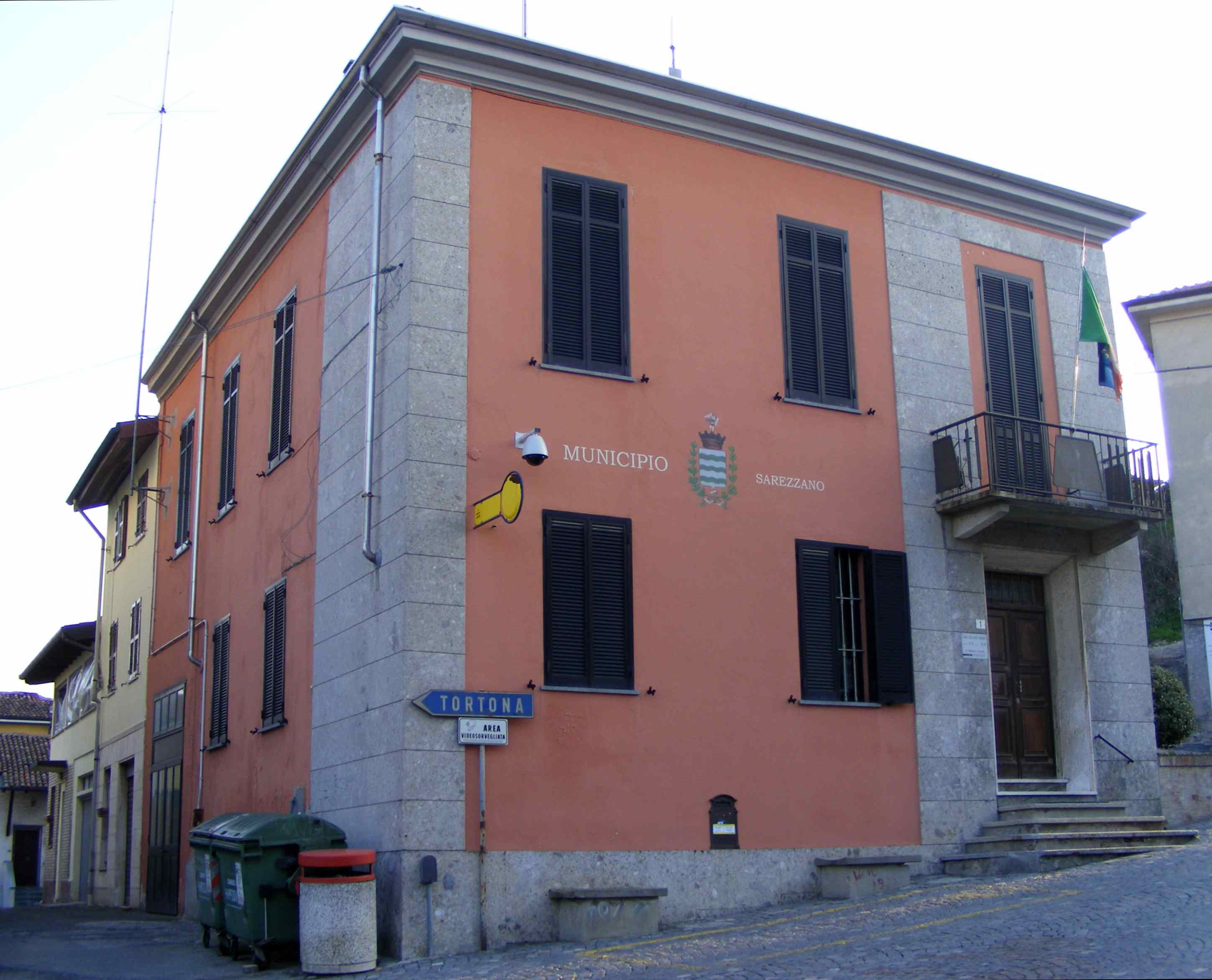
Ajuntament